# 馬克多尼
49°50′6″N 31°7′25″E / 49.83500°N 31.12361°E

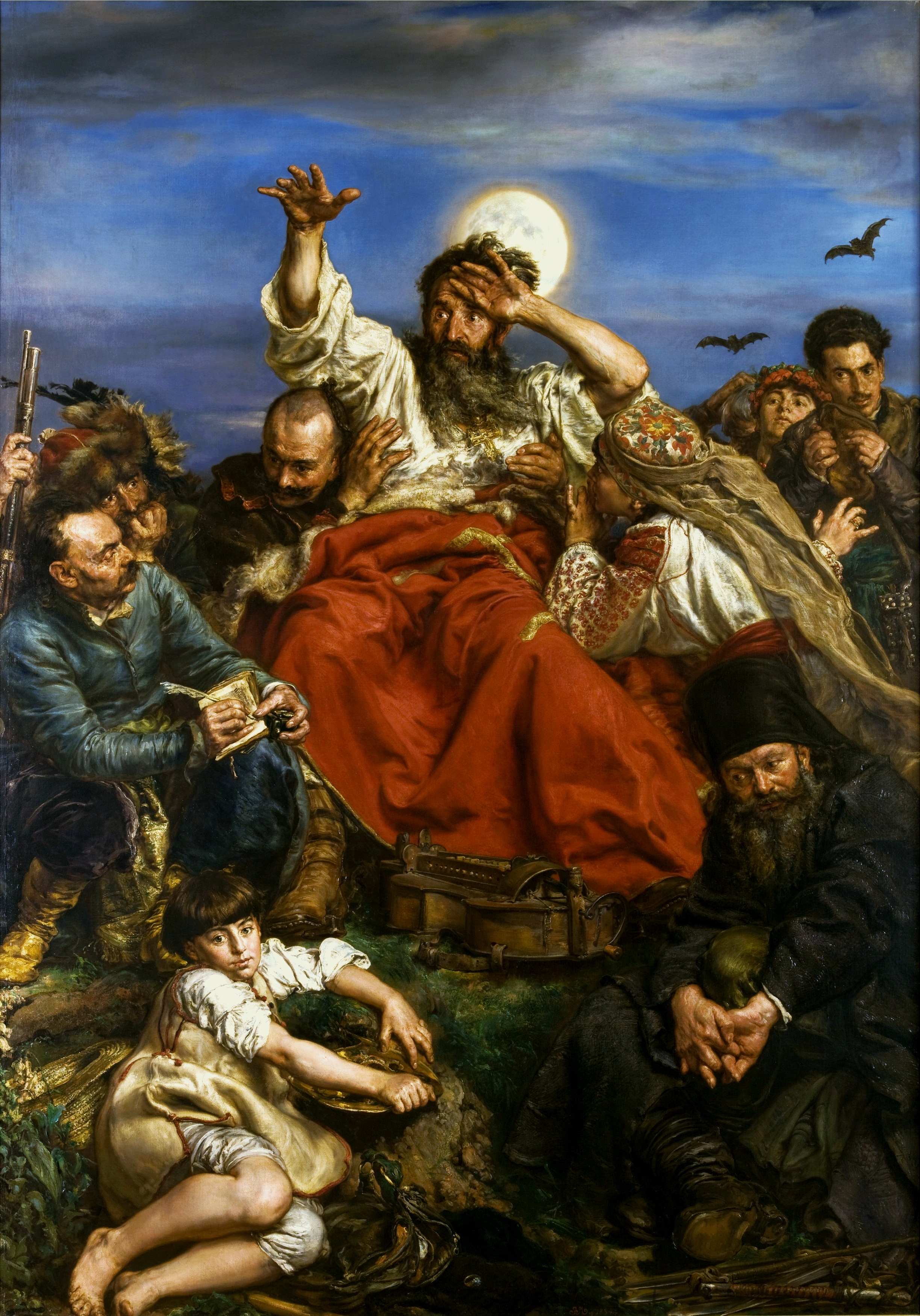
Вернигора, Ян Матейко

馬凱多尼（烏克蘭語：Македони）是位於烏克蘭北部的村莊，由基辅州奧布希夫區的米羅尼夫卡市鎮負責管轄。該村始建於1851年，面積5平方公里，海拔高度128米，2019年人口582，人口密度每平方公里146.6人。